# Roset-Fluans
Roset-Fluans ist eine französische Gemeinde mit 578 Einwohnern (Stand: 1. Januar 2022) im Département Doubs in der Region Bourgogne-Franche-Comté. Sie gehört zum Arrondissement Besançon und ist Mitglied im Gemeindeverband Grand Besançon Métropole. Die Bewohner werden Roselois und Roseloises genannt.

## Geographie
Roset-Fluans liegt auf 235 m, etwa 17 Kilometer südwestlich der Stadt Besançon (Luftlinie). Das Dorf erstreckt sich am westlichen Rand des Juras an leicht erhöhter Lage auf dem Plateau südlich des Doubstals, das hier in die Saône-Ebene hinaustritt.
Die Fläche des 8,28 km² großen Gemeindegebiets umfasst einen Abschnitt des Doubstals. Im Norden und Osten verläuft die Grenze stets entlang dem Doubs, der hier in einem großen Bogen um die Höhe von Château le Bois fließt. Die Talniederung ist meist ungefähr 1 km breit. Vom Flusslauf erstreckt sich das Gemeindeareal südwärts über die flache Talaue und eine rund 20 m hohe Steilstufe auf das angrenzende Plateau, das durchschnittlich auf 250 m liegt. Das Gebiet wird teils als Acker- und Wiesland genutzt, teils ist es mit Wald bestanden; ganz im Süden reicht der Gemeindeboden in das Waldgebiet Forêt de Chaux. Im Südosten, am Rand des Doubstals, befindet sich die langgezogene Waldhöhe Château le Bois, auf der mit 357 m die höchste Erhebung von Roset-Fluans erreicht wird. Am Ostfuß dieser Höhe liegt der Eingang zur Tropfsteinhöhle Grotte d’Osselle.
Die Gemeinde Roset-Fluans besteht aus folgenden Siedlungen:
- Roset (235 m) am Rand des Plateaus über dem Doubstal
- Fluans (220 m) im Doubstal gegenüber von Routelle
- La Corne-de-Chaux (260 m) auf dem Plateau am Rand der Forêt de Chaux

Nachbargemeinden von Roset-Fluans sind 
- Saint-Vit im Norden,
- Osselle-Routelle mit Routelle im Norden und Osselle im Osten,
- Villars-Saint-Georges und Courtefontaine im Süden,
- Salans im Westen.

## Geschichte
Seit dem Beginn des 13. Jahrhunderts ist das Schloss von Roset schriftlich belegt. Es wurde im Jahr 1305 von Truppen der Gräfin Mahaut von Artois zerstört und verfiel in der nachfolgenden Zeit. Zusammen mit der Franche-Comté gelangte das Dorf mit dem Frieden von Nimwegen 1678 definitiv an Frankreich. Zu Gebietsveränderungen kam es im frühen 19. Jahrhundert: Im Jahr 1822 fusionierte Fluans mit Roset zur Doppelgemeinde Roset-Fluans. 1825 wurden auch La Corne-de-Chaux und Château-le-Bois eingemeindet. Letzteres wurde in der Folgezeit aufgegeben, und der ehemalige Siedlungsplatz ist heute von Wald überwachsen.

## Sehenswürdigkeiten

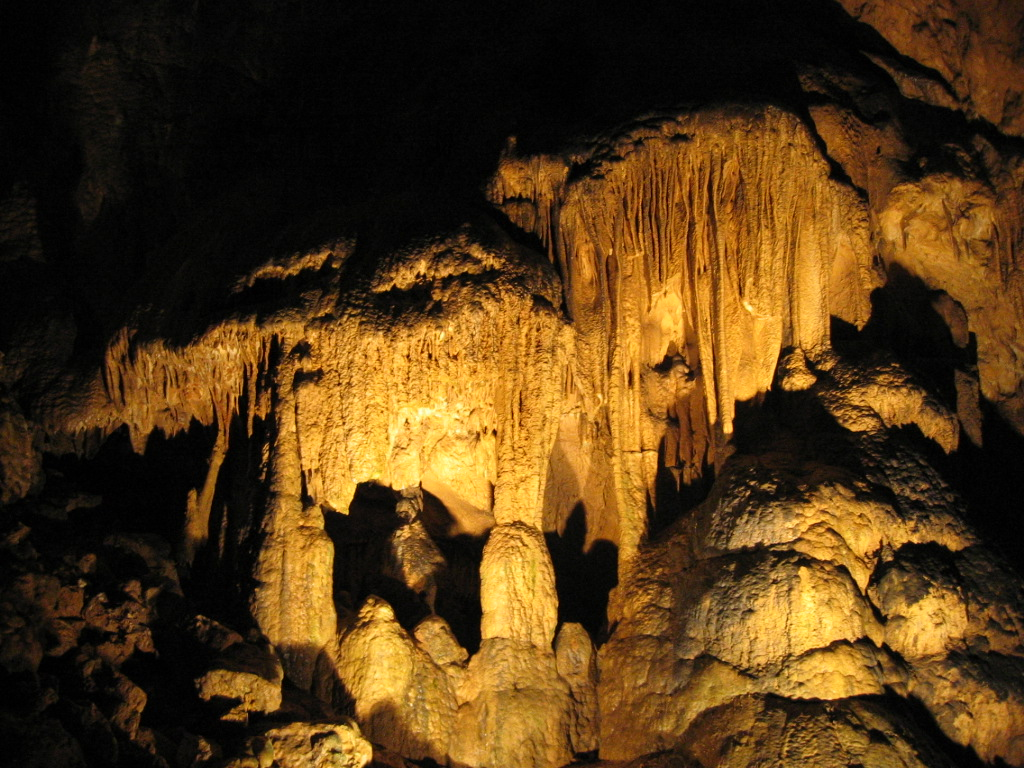
Grotte d'Osselle

- Die Kirche Saint-Claude in Roset wurde im Jahr 1842 eingeweiht; sie zeigt griechisch-historisierende Stilformen.
- Das heutige Schloss Roset wurde im 17. Jahrhundert erbaut.
- Von 1672 stammt die Mühle bei der Insel La Froidière, die ihren Betrieb um 1950 einstellte.
- Zu den bedeutenden Natursehenswürdigkeiten der Region zählt die Tropfsteinhöhle Grotte d’Osselle, die seit dem 17. Jahrhundert Besuchern zugänglich ist und in der zahlreiche Knochen von Höhlenbären gefunden wurden.

## Bevölkerung
| Jahr                       | 1962 | 1968 | 1975 | 1982 | 1990 | 1999 | 2018 |
| Einwohner                  | 233  | 238  | 246  | 266  | 296  | 374  | 527  |
| Quellen: Cassini und INSEE |      |      |      |      |      |      |      |

Mit 578 Einwohnern (Stand 1. Januar 2022) gehört Roset-Fluans zu den kleinen Gemeinden des Départements Doubs. Nachdem die Einwohnerzahl in der ersten Hälfte des 20. Jahrhunderts deutlich abgenommen hatte (1881 wurden noch 382 Personen gezählt), wurde seit Mitte der 1970er Jahre ein kontinuierliches Bevölkerungswachstum verzeichnet.

## Wirtschaft und Infrastruktur
Roset-Fluans war bis weit ins 20. Jahrhundert hinein ein vorwiegend durch die Landwirtschaft (Ackerbau, Obstbau und Viehzucht) und die Forstwirtschaft geprägtes Dorf. Daneben gibt es heute verschiedene Betriebe des lokalen Kleingewerbes. Mittlerweile hat sich das Dorf auch zu einer Wohngemeinde gewandelt. Viele Erwerbstätige sind Wegpendler, die in der Agglomeration Besançon ihrer Arbeit nachgehen.
Die Ortschaft liegt abseits der größeren Durchgangsstraßen an einer Departementsstraße, die von Salans nach Byans-sur-Doubs führt. Der nächste Anschluss an die Autobahn A36 befindet sich in einer Entfernung von ungefähr 16 Kilometern. Weitere Straßenverbindungen bestehen mit Saint-Vit und Routelle.